# Myiopsitta
Myiopsitta es un género de sitácido integrado por dos especies: la cotorra argentina (Myiopsitta monachus) y la cotorra boliviana (Myiopsitta luchsi). La distribución original de estas especies comprende regiones templadas y cálidas del centro y centro-sur de Sudamérica. Los individuos de especies pertenecientes a este género son denominados comúnmente cotorras, loritas o catas.

## Distribución y hábitat

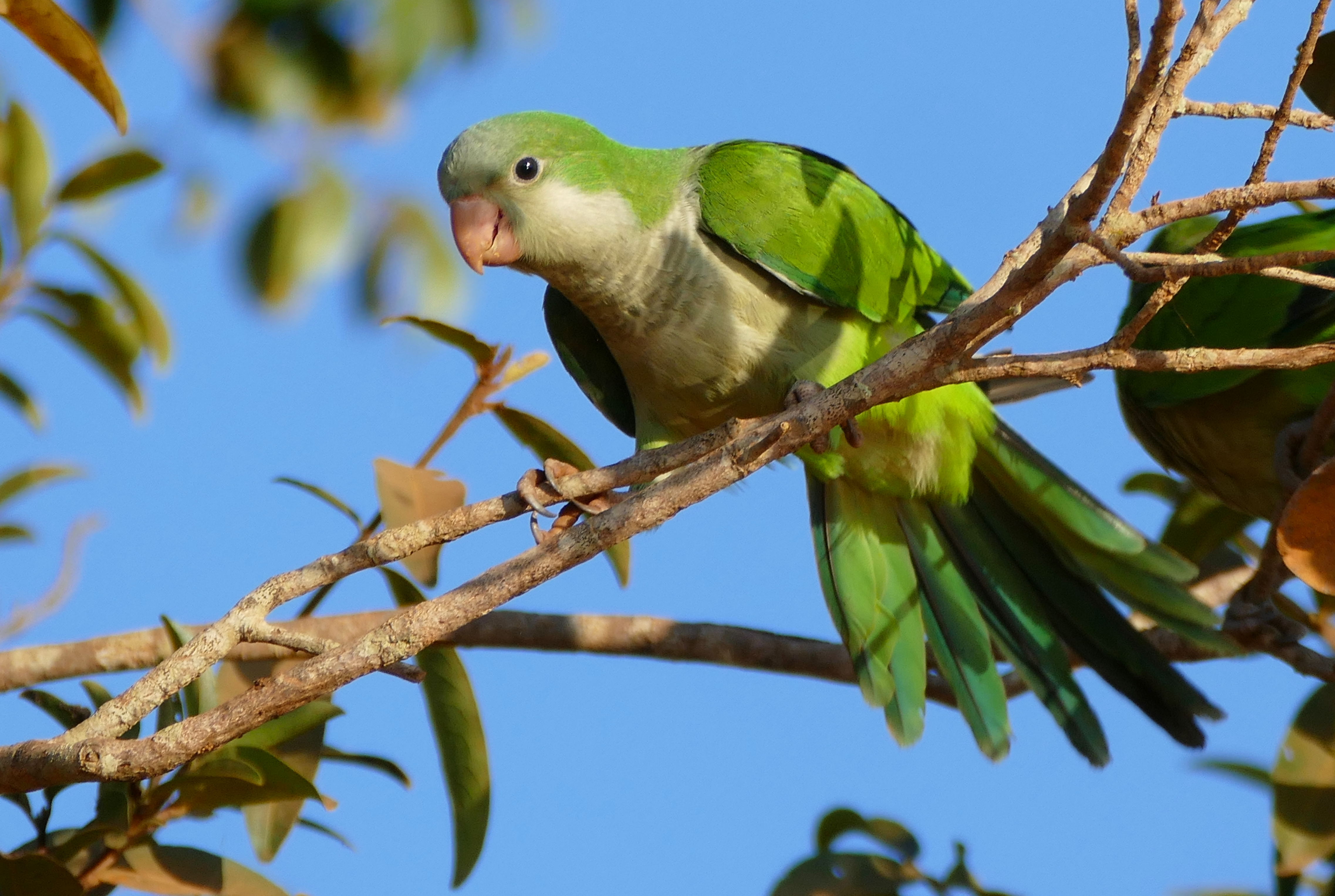
Myopsitta monachus o cotorra común

Este género es originario del centro y centro-sur de Sudamérica, desde Bolivia y el centro de Brasil, pasando por Paraguay y Uruguay, hasta el norte y centro de Argentina, llegando por el sur hasta el norte de la Patagonia.
Habitaban originalmente en llanuras o regiones serranas en bosques, sabanas y áreas rurales en regiones templadas y cálidas. Una de sus especies, la cotorra monje (Myiopsitta monachus) posee una notable capacidad de adaptación a variados climas y ecosistemas. Las introducciones por parte del ser humano, establecidas a causa de escapes al medio silvestre de ejemplares comercializados como aves de jaula, la han extendido por numerosos países de América (como Chile, Canadá, Estados Unidos y México) y de Europa (como Francia, España, Italia, etc).

## Características
Las especies que lo integran tienen entre 28 y 31 cm de largo, y pesan entre 120 y 140 g.  Sus plumajes en sus regiones dorsales así como en sus largas y puntiagudas colas es de color verde brillante, con las alas verde-azuladas. Presenta un color gris claro en sus frentes, mejillas, gargantas, vientres y pechos o con franja amarilla en este último. Sus picos son de color ocre y las patas son grisáceas. 

## Costumbres
Son aves altamente gregarias. Se alimentan de semillas, brotes tiernos, flores, frutos y larvas de insectos. 
Reproducción

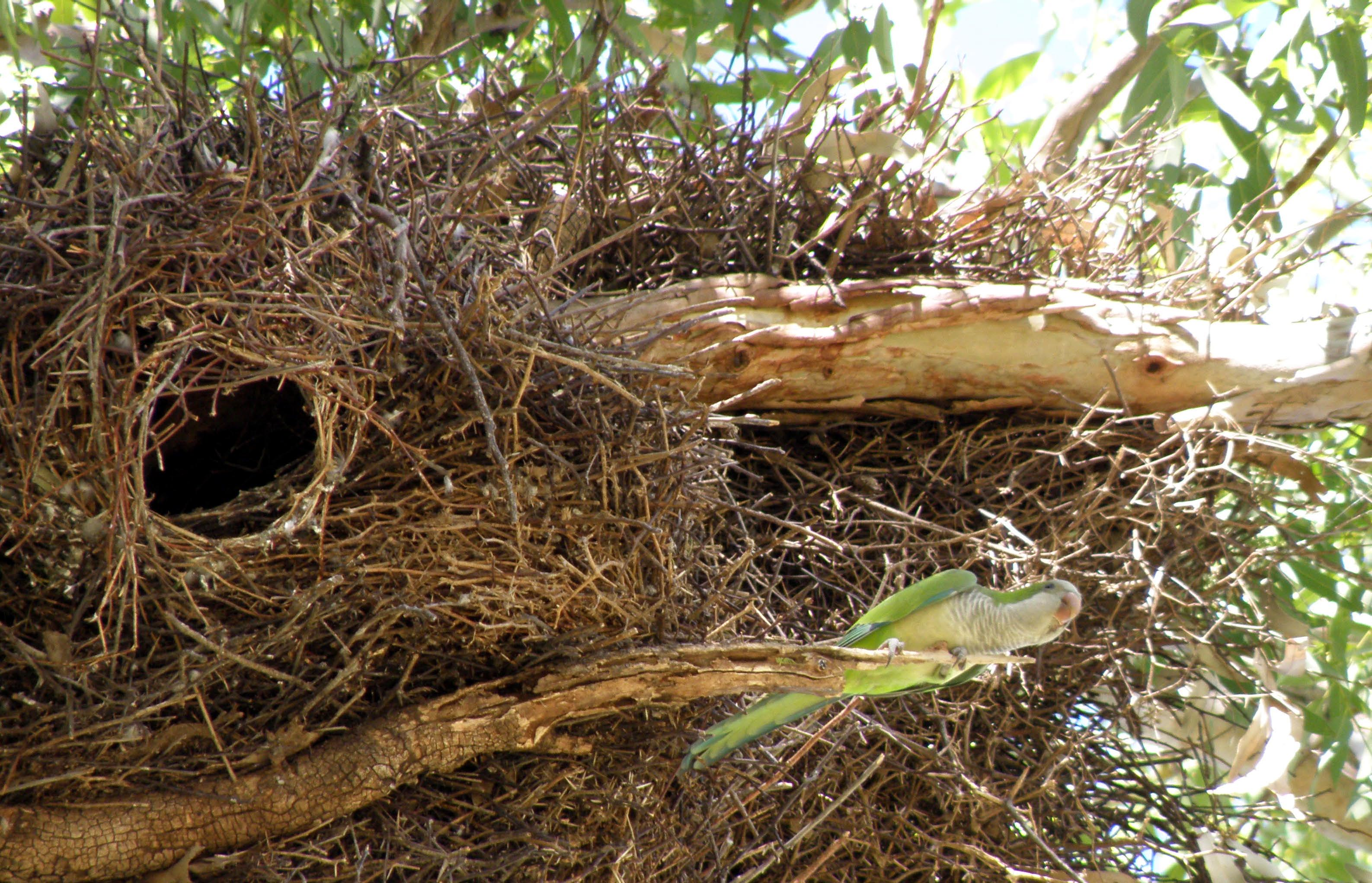
Cata (Myiopsitta monachus) con su nido en la reserva natural Otamendi.

A diferencia del resto de los sitáciformes, este género se caracteriza por construir grandes nidos comunitarios con ramitas secas entretejidas, preferentemente de plantas espinosas, para aumentar la protección de la nidada. Una especie sitúa los nidos en lugares alejados del piso (en árboles o en estructuras artificiales), para evitar los predadores terrestres; la otra lo hace en acantilados por el mismo motivo. Ponen de 5 a 8 huevos por nidada, y la incubación dura unos 26 días.

## Taxonomía
Especies
Se subdivide en dos especies: 
- Myiopsitta luchsi (Finsch, 1868)
- Myiopsitta monachus (Boddaert, 1783)
  - Myiopsitta monachus monachus
  - Myiopsitta monachus cotorra
  - Myiopsitta monachus calita

Historia taxonómica
Para la actual especie Myiopsitta monachus en el año 1854 fue descrito originalmente este género por el naturalista, político y ornitólogo francés Charles Lucien Jules Laurent Bonaparte, hijo de Lucien Bonaparte y sobrino del emperador Napoleón.
En el año 1868 fue descrita Bolborrhynchus luchsi por Otto Finsch. Posteriormente fue transferida al género Myiopsitta, en el cual permaneciendo como una especie separada, por lo menos hasta el año 1918. Ya para el año 1943 se la había ubicado como una subespecie dentro de la especie Myiopsitta monachus. Este criterio fue el empleado por todos los autores posteriores, hasta que a partir del año 1997, algunos comenzaron a elevarla nuevamente a la categoría de especie plena, al considerar que las diferencias morfológicas y de su modo de nidificar eran suficientes importantes, aunque marcando que formaría una superespecie con Myiopsitta monachus. pero la resolución adoptada por el South American Check-list Committee fue nuevamente situarla dentro de M. monachus. Sin embargo, posteriormente se dio a conocer nuevos datos genéticos, sumado a análisis de sus vocalizaciones las que mostraron diferencias con las subespecies de llanura. Para mediados de 2014 al género se lo considera integrado por 2 especies.

## Importancia económica y cultural
Al atacar cultivos de frutas y de granos, una de sus especies (Myiopsitta monachus) es considerada plaga agrícola en sus lugares de origen y causa problemas al ser introducida en muchos países como ave mascota y escapar al medio silvestre. Gracias a la morigeración térmica que les proporciona el utilizar todo el año las cámaras de los nidos coloniales, se adaptan a sobrevivir tanto en climas cálidos como fríos. 